# Farid Shawqi
Farid Shawqi (arabisch فريد محمد عبده شوقي, DMG Farīd Muḥammad ʿAbduh Šawqiyy; * 30. Juli 1920 in Kairo; † 27. Juli 1998 ebenda) war ein ägyptischer Schauspieler, Regisseur und Filmproduzent. Als Schauspieler wirkte er in 361 Filmen mit. Bei zwölf Spielfilmen und zwölf Fernsehserien war Farid Shawqi größtenteils als Hauptdarsteller im Einsatz. Er produzierte 26 Filme und schrieb 22 Drehbücher. Farid Shawqi gehörte zu den bedeutendsten Schauspielern in der arabischen Welt.

## Filmografie (Auswahl)
- 1950: Mit Schwert und Maske (Lo sparviero del Nilo)
- 1954: Tödliche Rache (Siraa Fil-Wadi)
- 1957: Begierde (El fatawa)
- 1958: Tatort… Hauptbahnhof Kairo (Bab el hadid)
- 1961: Die Hunnen (Wa Islamah)
- 1979: Alexandria... warum? (Iskanderija... lih?)